# Zeppelinare

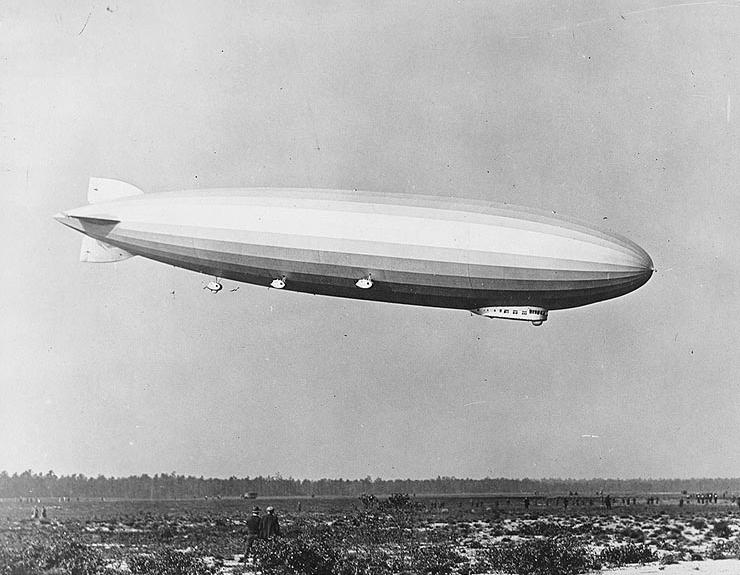
LZ126 år 1924

En zeppelinare är ett stelt luftskepp, en motordriven gasballong baserad på ett metallskelett klätt med duk. 
Om ballongen inte har ett metallskelett kallas den istället för blimp. Andra varianter är så kallade halvstela luftskepp där man fäst ett ballonghölje ovanpå ett ramverk med motorer och förarplats. Sådana tillverkades företrädesvis i Italien. Historiska exempel på dessa är luftskeppen Norge och Italia, vilka användes vid forskningsexpeditioner till nordpolsområdet under 1920-talet.
Zeppelinaren är uppkallad efter den tyska greven Ferdinand von Zeppelin, som hade fabrik i Friedrichshafen vid Bodensjön, där även zeppelinbilar tillverkades. Tillgången på elektrisk kraft för elektrolytisk framställning av aluminium gjorde att flera fabriker inom aviatiken lokaliserades till Friedrichshafen, exempelvis Dornier-Werke. Zeppelin Luftschifftechnik GmbH är fortfarande aktiva inom området och bygger numera halvstela luftskepp av typen Zeppelin NT.

## Historia
Från 1890 ägnade Ferdinand von Zeppelin sig åt byggande av styrbara luftskepp - zeppelinare. Han grundande för tillverkningen företaget Zeppelin. Den 2 juli 1900, över Bodensjön, företog Zeppelin den första uppstigningen med det 128 meter långa luftskeppet LZ 1. 1906 hade han lyckats med skapandet av den typ av styrbara ballongfartyg, som efter honom kallas zeppelinare. Ferdinand von Zeppelin hade många motgångar. Trots upprepade olyckshändelser, bland annat en allvarlig katastrof vid Echterdingen 1908, lyckades von Zeppelin genom okuvlig energi samla medel för experimentens fortsättning. Efter olyckan i Echterdingen genomfördes Zeppelinspende, den största insamlingen i det kejserliga Tyskland, som lade grunden för Zeppelin-stiftelsen. Den enda landningen av en zeppelinare i Sverige utfördes 1919 av LZ 120 Bodensee.

### Användning
Några år före andra världskriget användes zeppelinare i passagerartrafik över Atlanten och mellan flera tyska städer. Även Stockholm fick besök av en zeppelinare. Dessa tyska zeppelinare var ofta designade för att fyllas med helium men då USA som världens ledande heliumproducent inte tillät export fylldes skeppen med vätgas. Detta var olyckligt då vätgas i blandning med luftens syre bildar knallgas, som är mycket explosiv. Således inträffade en hel del olyckor. Zeppelinare användes militärt under första världskriget och tyskarna använde dem för att bomba Storbritannien. De visade sig dock vara sårbara för brandammunition som togs fram enkom för att bekämpa dem.

### Olyckor

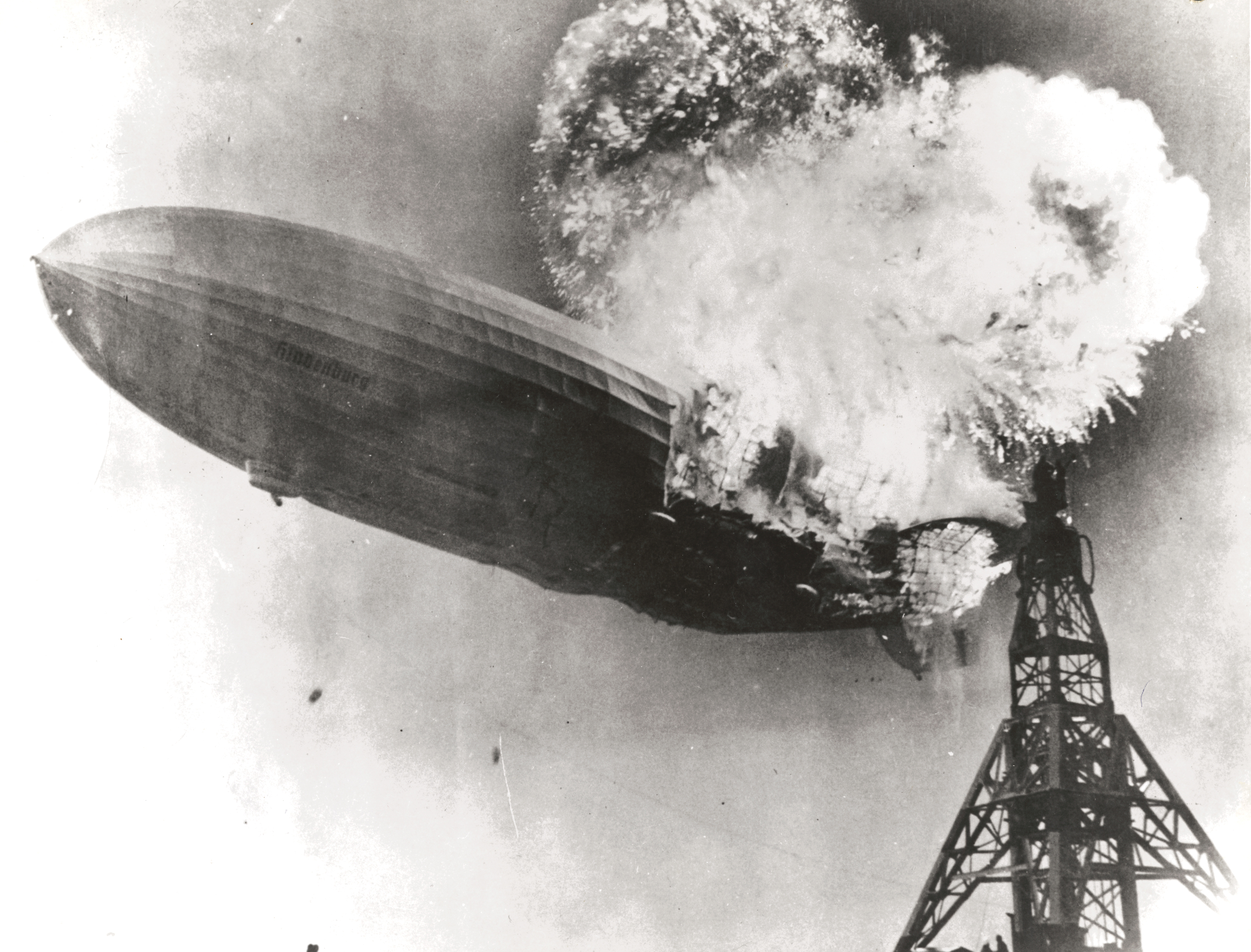
Hindenburg har just fattat eld.

Den mest kända olyckan är då luftskeppet Hindenburg brann 1937. Hindenburg, världens just då största zeppelinare, förstördes då det anlänt till Lakehurst i New Jersey. Troligen var det statisk elektrisitet som antände vätgasen (35 döda). Händelsen filmades och reportern som kommenterade började gråta, vilket nog bidragit till att denna filmsnutt blivit ett av de mest uppmärksammade och mest sedda katastrofdokumenten. Mest anmärkningsvärt är att många passagerare överlevde. Numera används uteslutande helium, vilket ger något sämre lyftförmåga, eftersom helium är något tyngre än väte, men som är helt säkert.